# Amperostato
Un amperostato o galvanostato es un dispositivo de control y de medición que sirve para mantener constante el flujo de corriente a través de la celda electrolítica en valoraciones coulombimétricas, sin tener en cuenta los cambios en la propia carga. El amperostato responde a los cambios en la resistencia de la celda mediante la variación de su potencial de salida: como muestra la ley de Ohm,
{\displaystyle {R}={V \over I}}
la resistencia variable del sistema y el voltaje son directamente proporcionales, es decir:
{\displaystyle V_{c}={R_{v}\times I_{o}}}
donde
- {\displaystyle I_{o}} es la corriente eléctrica que permanece constante
- {\displaystyle V_{c}} es la salida de control voltaje del amperostato
- {\displaystyle R_{v}} es la resistencia eléctrica que varía de tal forma que, un incremento de la resistencia de carga implica un aumento de la tensión que el amperostato aplica a la carga. Este dispositivo difiere de fuentes comunes de corriente constante por su capacidad para suministrar y medir un amplio rango corrientes (desde picoamperio a amperios) de ambas polaridades.

Los amperostatos se pueden adquirir de varios fabricantes de instrumentos. También se puede fabricar una fuente relativamente barata par valoraciones coulombimétricas, utilizando varios acumuladores o baterías en serie, para que el potencial de salida sea de unos 100 V o superior. El voltaje de salida se aplica en serie con un resistor cuya resistencia sea grande en relación con la de la celda de valoración. Los pequeños cambios en la conductancia de la celda tendrán un efecto despreciable sobre la corriente que pasa.